# 김성일 (사회운동가)
김성일(1979년 ~ )은 대한민국의 사회운동가이다. 현재 청년좌파와 청년초록네트워크의 대표이며, 박정근후원회장을 맡고 있다. ‘절망 라디오’라는 팟캐스트의 진행자이기도 하다. ‘김슷캇’이라는 가명으로도 알려져 있다.

## 생애
1998년에 고등학교를 졸업하고, 당구장에서 아르바이트 노동을 했다. 군 복무 이후 골프장에서 캐디로 2년 간 일했다. 골프장 측이 특수고용직인 캐디의 열악한 지위를 이용해 무임금노동을 강요하는 일 등이 있었고, 이로 인한 모멸감 때문에 캐디를 그만두었다. 물류센터에 취업했지만 위장도급의 형태로 일을 하게 되다가 머리가 길다는 이유로 해고 당했다. 이후 대필작가가 되어 소설, 동화, 기업의 사사 등을 대필했다. 이처럼 여러 불안정노동을 경험했다.
그 해 11월 사회당에서 정식 부문위원회인 ‘덕후위원회’를 결성하고 위원장이 되어 활동했다. ‘덕후위원회’의 목적은 “‘오타쿠’를 정치적 객체가 아닌 주체로 만드는 것”이었다. 2009년까지는 전업 운동가가 아니었으나, 서브 프라임 모기지 사태로 인해 실업자가 되어 세 달 동안 마땅한 직업이 없다가, 당직자 제안을 받아 사회당 서울시당 연대사업국장으로 활동하게 된다. 이때부터 본격적으로 기본소득을 접하게 되었다.

## 사회운동
2011년, 친구이기도 한 박정근이 우리민족끼리 트위터 계정을 리트윗했다는 이유로 공안 수사를 받게 되자, 이에 항의하는 의미로 ‘뉴타운 간첩파티’를 개최했다. 이후 ‘박정근후원회’를 조직하고 후원회장이 되어 트위터로 인한 국가보안법 피해자들을 지원하고 있다.
2012년 사회당과 진보신당이 통합한 진보신당을 탈당했다. 탈당하면서 "청년좌파"라는 화두를 던지며, 2013년을 청년좌파를 조직하는데 쓰겠다고 선언했다. 2013년 청년세대의 좌파정치운동을 선언하며 청년좌파를 창립하고 대표를 맡았다. 창립 계기는 “현재 대표적인 운동의 흐름도 없고 대표적인 운동의 공통성도 없기 때문에”, “진보정당 운동의 시기가 추수할 시기가 아니라 씨 뿌릴 시기라고 생각”때문이었다. 현재까지 청년좌파의 대표를 맡고 있다.
같은 해 10월, 청년좌파에서 주최한 ‘가짜사나이’의 연출을 맡았다. ‘가짜사나이’는 병역거부를 하고 감옥에 다녀온 사람, 병역거부를 하고 있는 사람, 병역거부를 준비 중인 사람을 모아 진행한 토크콘서트로 당시 유행 중이던 ‘진짜사나이’를 패러디한 행사 제목이다.
비슷한 시기 밀양 송전탑 공사 중지를 요구하며 박정훈 전 청년좌파 집행위원장 등과 함께 한국전력 서울지사 처마 위를 점거하고 시위를 벌였고, 기소되어 재판 중이다.
2014년 6월 세월호 참사에 대한 정치적 책임을 요구한 ‘6.10만인대회’를 주도한 혐의로 재판 중이다.
같은 해 7월 재보선에 출마한 노동당 정진우 후보의 공동선거대책위원장을 지냈다.
같은 해 12월 서울시가 ‘성적 지향 및 성별정체성으로 인해 차별 받지 않을 권리’를 명시한 헌장 선포를 거부하자 성소수자 활동가들과 시민들이 서울시청을 점거하는 농성에 들어갔다. 이때 <아미스타드 재판과 서울시의 노예상인들>이라는 제목의 글을 발표했다. 이 글에서 서울시장 박원순과 성소수자를 비난하는 그의 지지자들을 향해, “중요한 것은 당신이 동성애를 어떻게 생각하느냐가 아니라, 당신이 차별을 지지하고 있다는 사실”이라며 강하게 비판했다.
같은 해 4월 6일, 국민모임의 손호철 운영위원장이, 부당노동행위를 일삼은 기업의 회장의 서강대학교 명예 박사 학위 수여식에서 축사한 것에 항의하는 공개 서한을 썼다. 손호철은 이에 대해, 당시 학교 측에 강하게 항의했으며 또한 “노동자들, 나아가 노동자들의 보다 나은 삶을 위해 투쟁해온 모든 분들에게 사과”한다는 공개 서한으로 답했다.

## 절망 라디오
2015년 8월 22일부터 용혜인, 박정근, 여정훈 등과 “노 멘토, 노 힐링, 노 답. 당신의 절망을 폭로합니다”라는 타이틀을 걸고 ‘절망 라디오’라는 인터넷 팟캐스트 방송을 진행하고 있다. ‘절망 라디오’는 “가슴 뭉클한 사연을 읽어주며 세상에 아직 희망이 있음을 강조하거나, 적절한 멘토링이나 위로를 해주는 진행”을 거부하고 20대의 망한 사연을 모아 “절망한 사람들이 서로를 확인하는” 방송이다. 여기서 메인 DJ와 편집 등을 맡고 있으며, 사연을 카드 뉴스로 제작해 페이스북 페이지에 올리고 있다.
방송과 페이스북을 통해 20대 철거민 사연, 가족이나 자신의 빚 때문에 고통 받는 사연, 병원비로 절망하는 사연 등이 소개되었다. 또한 직접 녹음하는 5분 게릴라 방송을 통해, 김무성 대표 사위 상습 마약 복용 혐의나 노사정 대타협 등을 짧고 위트 있게 소개하고 있다.
9월 24일 기준, 총 10개의 에피소드가 올라왔다.

## 기타
2015년 5.18재단에서 주관한 5.18문학상 시 부문에 당선되었다. 당선 대표작은 대치동 은마아파트 청소노동자의 죽음을 다룬 <검은 물 밑에서>다. 당선소감에서 시를 업으로 삼을 생각은 없으며 까닭에 대해 “세상에 만족하지 못한다면 그 어떤 글도 결과가 아니라 수단에 불과하기 때문”이라고 했다.